# Cucullia albidior
Cucullia albidior là một loài bướm đêm trong họ Noctuidae.